# 빈곤선

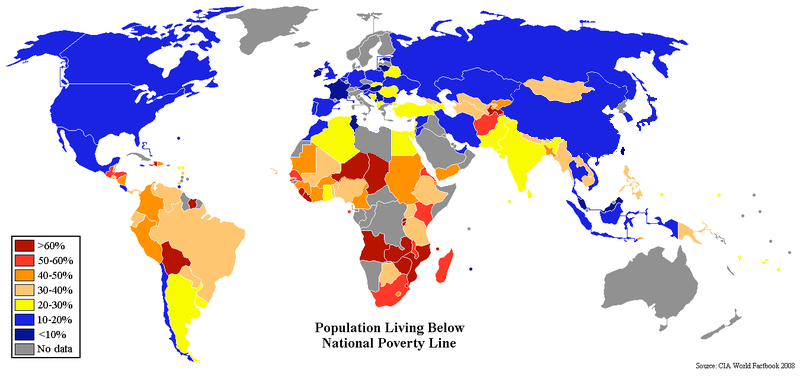
국가의 공식 빈곤선 미만에 해당하는 국가별 인구 백분율을 표시한 2008년 CIA 월드 팩트북 기반 지도

빈곤선(貧困線, 영어: poverty threshold, poverty limit, poverty line, breadline) 또는 빈곤소득선(貧困所得線)은 해당 국가에서 적절한 생활수준을 수행하는 데 필요한 최소 소득 수준이다. 국제 빈곤선은 과거에 하루 $1 정도였다. 2022년에 세계 은행은 2020년 구매력 평가에서 2.15 달러의 개정된 수치를 공개하였다. 세계 인구는 대만 (1.5 %), 말레이시아 (3.8 %), 아일랜드 (5.5 %)이, 호주 (6.2 %)이, 태국, 프랑스 (7.8 %)이, 스위스라는 상위 10의 빈곤선 비율 이하 (7.9 %) , 캐나다 (9.4 %), 네덜란드 (10.5 %)과 사우디 아라비아 (12.7 %).

## 역사
20세기 들어 런던의 빈곤에 관한 선구적인 탐구자 찰스 부스는 런던 스쿨 보드가 처음 생각해낸 개념인 "빈곤선"(poverty line)의 개념을 널리 퍼뜨렸다. 부스는 1주에 10실링(50p)에서 20실링(£1)으로 이 선을 설정하였는데 이는 네다섯 명의 가족이 근근이 살아가는데 필요한 최소한의 금액으로 간주한 것이다.

## 상대적 빈곤
상대적 빈곤은 한 국가에서 다른 사람들과는 상대적으로 낮은 소득을 받는데서 비롯되는 빈곤이다. 예를 들어 해당 국가의 사람들의 중간 소득의 60% 미만을 의미한다.

## 같이 보기
- 빈곤